# Lissac (Ariège)
Pour les articles homonymes, voir Lissac.
Lissac est une commune française, située dans le nord du département de l'Ariège en région Occitanie. Sur le plan historique et culturel, la commune fait partie du pays de l'Aguanaguès ou plaine d'Ariège, parfois appelé basse Ariège, ou piémont ariégeois.
Exposée à un climat océanique altéré, elle est drainée par la Jade, l'Aure de Canté, le ruisseau de la Palanquelle et par deux autres cours d'eau.
Lissac est une commune rurale qui compte 240 habitants en 2022, après avoir connu une forte hausse de la population depuis 1975. Elle fait partie de l'aire d'attraction de Toulouse. Ses habitants sont appelés les Lissacois ou Lissacoises.

## Cartographie
1. Carte dynamique
2. Carte Openstreetmap
3. Carte topographique
4. Carte avec les communes environnantes

La commune de Lissac se trouve dans le département de l'Ariège, en région Occitanie.
Elle se situe à 35 km à vol d'oiseau de Foix, préfecture du département, à 19 km de Pamiers, sous-préfecture, et à 6 km de Saverdun, bureau centralisateur du canton des Portes d'Ariège dont dépend la commune depuis 2015 pour les élections départementales.
La commune fait en outre partie du bassin de vie de Saverdun.
Les communes les plus proches sont : 
Labatut (1,0 km), Saint-Quirc (1,0 km), Canté (2,3 km), Gaillac-Toulza (3,7 km), Caujac (4,8 km), Cintegabelle (5,1 km), Marliac (5,5 km), Saverdun (6,4 km).
Sur le plan historique et culturel, Lissac fait partie du pays de l'Aguanaguès ou plaine d'Ariège, parfois appelé basse Ariège, ou piémont ariégeois. Ce pays, dont l'origine remonte probablement à l'époque carolingienne s'applique à la plaine de Pamiers et, par extension, à celle de Saverdun.
Lissac est limitrophe de quatre autres communes dont deux dans le département de la Haute-Garonne.
Les communes limitrophes sont  Cintegabelle, Gaillac-Toulza, Labatut et Saint-Quirc.
|                                | Saint-Quirc | Cintegabelle (Haute-Garonne) |
| Gaillac-Toulza (Haute-Garonne) | Lissac      |                              |
|                                | Labatut     |                              |

Commune de l'aire d'attraction de Toulouse située dans le Nord du département de l'Ariège, Lissac est limitrophe du département de la Haute-Garonne. Elle est distante d'une quarantaine de kilomètres de Toulouse et d'environ le double de la frontière espagnole.

### Géologie et relief
La commune est située dans le Bassin aquitain, le deuxième plus grand bassin sédimentaire de la France après le Bassin parisien, la totalité du territoire étant recouverte par des formations superficielles. Les terrains affleurants sur le territoire communal sont constitués de roches sédimentaires datant du Cénozoïque, l'ère géologique la plus récente sur l'échelle des temps géologiques, débutant il y a 66 millions d'années. La structure détaillée des couches affleurantes est décrite dans la feuille « n°1035 - Saverdun » de la carte géologique harmonisée au 1/50 000ème du département de l'Ariège, et sa notice associée.
La superficie cadastrale de la commune publiée par l’Insee, qui sert de références dans toutes les statistiques, est de 3,77 km2,. La superficie géographique, issue de la BD Topo, composante du Référentiel à grande échelle produit par l'IGN, est quant à elle de 3,81 km2. L'altitude du territoire varie entre 212 m et 334 m.

### Hydrographie

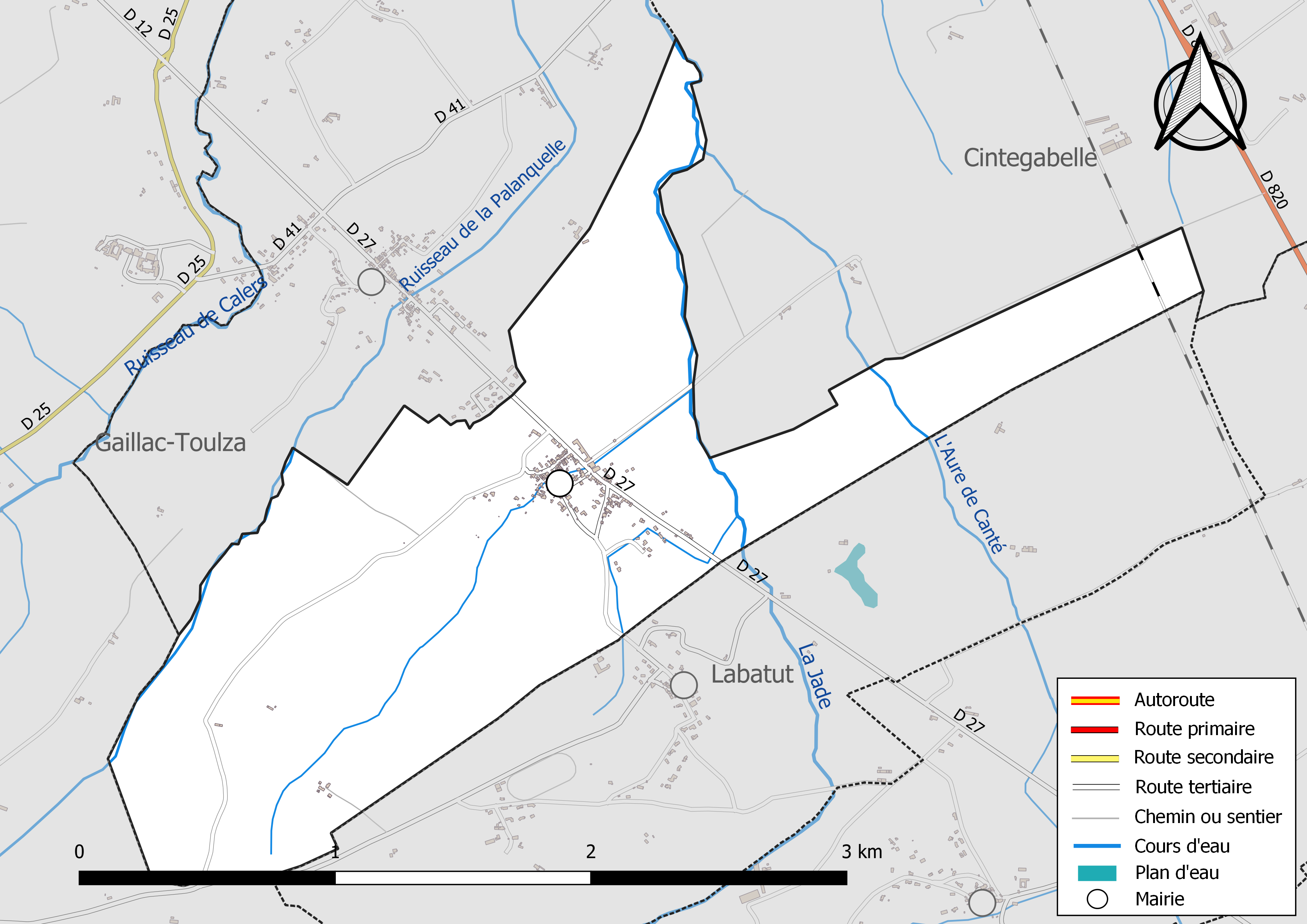
Réseaux hydrographique et routier de Lissac.

La commune est dans le bassin versant de la Garonne, au sein du bassin hydrographique Adour-Garonne. Elle est drainée par la Jade, L'Aure de Canté, le ruisseau de la Palanquelle et par deux petits cours d'eau, constituant un réseau hydrographique de 6 km de longueur totale,.
La Jade, d'une longueur totale de 15,2 km, prend sa source dans la commune de Justiniac et s'écoule du sud vers le nord. Elle traverse la commune et se jette dans l'Ariège à Cintegabelle, après avoir traversé 9 communes.

### Climat
Pour des articles plus généraux, voir Climat de l'Occitanie et Climat de l'Ariège.
En 2010, le climat de la commune est de type climat du Bassin du Sud-Ouest, selon une étude s'appuyant sur une série de données couvrant la période 1971-2000. En 2020, Météo-France publie une typologie des climats de la France métropolitaine dans laquelle la commune est exposée à un climat océanique altéré et est dans la région climatique Pyrénées centrales, caractérisée par une pluviométrie annuelle de 1 000 à 1 200 mm.
Pour la période 1971-2000, la température annuelle moyenne est de 13,1 °C, avec une amplitude thermique annuelle de 15,7 °C. Le cumul annuel moyen de précipitations est de 753 mm, avec 9,5 jours de précipitations en janvier et 5,7 jours en juillet. Pour la période 1991-2020, la température moyenne annuelle observée sur la station météorologique la plus proche, située sur la commune de Saint-Ybars à 11 km à vol d'oiseau, est de 13,6 °C et le cumul annuel moyen de précipitations est de 796,5 mm,. Pour l'avenir, les paramètres climatiques de la commune estimés pour 2050 selon différents scénarios d'émission de gaz à effet de serre sont consultables sur un site dédié publié par Météo-France en novembre 2022.

### Milieux naturels et biodiversité
Aucun espace naturel présentant un intérêt patrimonial n'est recensé sur la commune dans l'inventaire national du patrimoine naturel,,.

## Urbanisme

### Typologie
Au 1er janvier 2024, Lissac est catégorisée commune rurale à habitat dispersé, selon la nouvelle grille communale de densité à 7 niveaux définie par l'Insee en 2022.
Elle est située hors unité urbaine. Par ailleurs la commune fait partie de l'aire d'attraction de Toulouse, dont elle est une commune de la couronne,. Cette aire, qui regroupe 527 communes, est catégorisée dans les aires de 700 000 habitants ou plus (hors Paris),.

### Occupation des sols
L'occupation des sols de la commune, telle qu'elle ressort de la base de données européenne d’occupation biophysique des sols Corine Land Cover (CLC), est marquée par l'importance des territoires agricoles (79,7 % en 2018), une proportion identique à celle de 1990 (79,7 %). La répartition détaillée en 2018 est la suivante : 
prairies (35,9 %), terres arables (35,1 %), forêts (20,3 %), zones agricoles hétérogènes (8,7 %). L'évolution de l’occupation des sols de la commune et de ses infrastructures peut être observée sur les différentes représentations cartographiques du territoire : la carte de Cassini (XVIIIe siècle), la carte d'état-major (1820-1866) et les cartes ou photos aériennes de l'IGN pour la période actuelle (1950 à aujourd'hui).

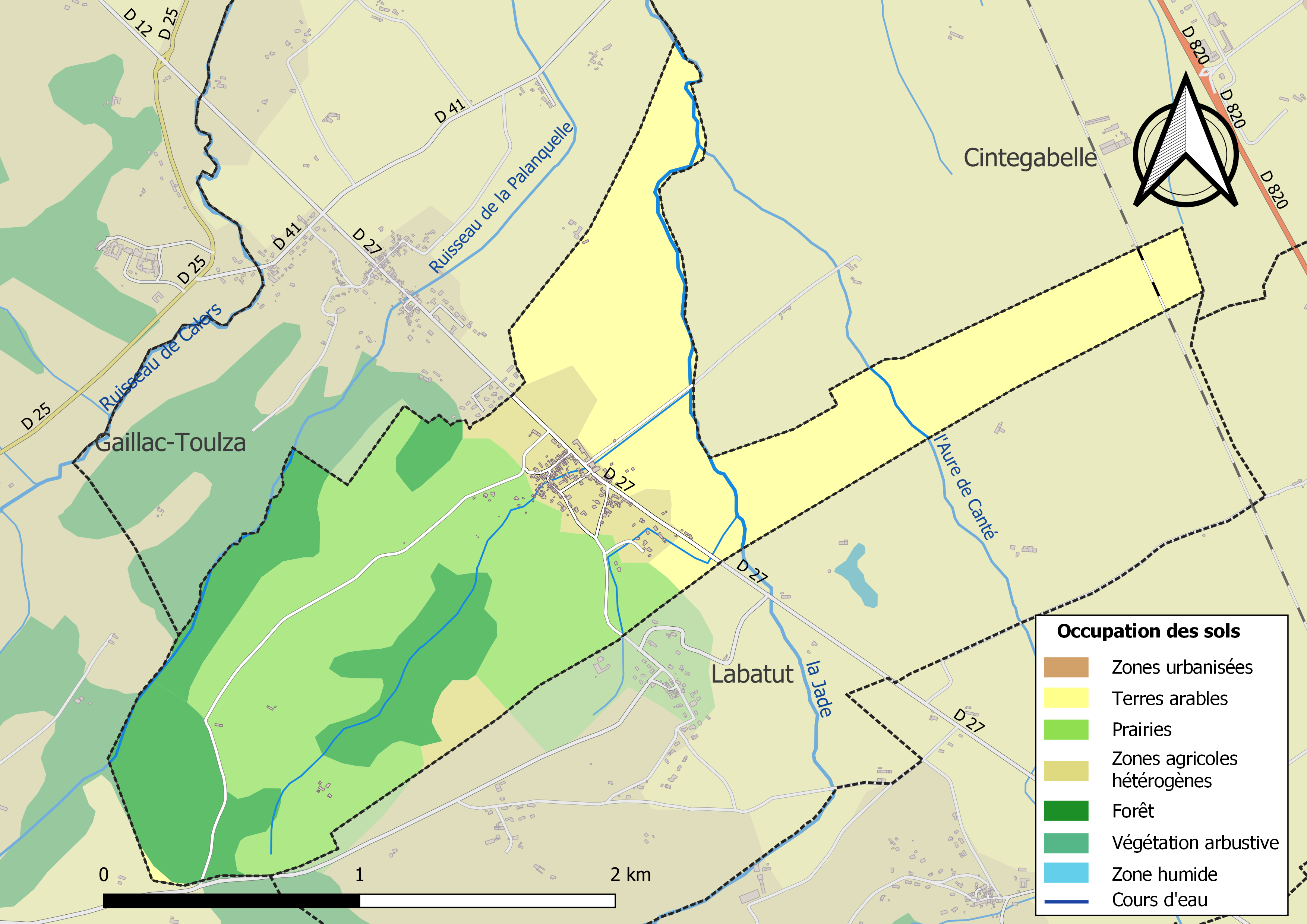
Carte des infrastructures et de l'occupation des sols de la commune en 2018 (CLC).

### Habitat et logement
En 2018, le nombre total de logements dans la commune était de 118, alors qu'il était de 106 en 2013 et de 96 en 2008.
Parmi ces logements, 86,3 % étaient des résidences principales, 4,3 % des résidences secondaires et 9,4 % des logements vacants. Ces logements étaient pour 97,4 % d'entre eux des maisons individuelles et pour 0,9 % des appartements.
Le tableau ci-dessous présente la typologie des logements à Lissac en 2018 en comparaison avec celle de l'Ariège et de la France entière. Une caractéristique marquante du parc de logements est ainsi une proportion de résidences secondaires et logements occasionnels (4,3 %) inférieure à celle du département (24,6 %) mais supérieure à celle de la France entière (9,7 %). Concernant le statut d'occupation de ces logements, 81 % des habitants de la commune sont propriétaires de leur logement (88,5 % en 2013), contre 66,3 % pour l'Ariège et 57,5 % pour la France entière.
| Typologie                                               | Lissac | Ariège | France entière |
| ------------------------------------------------------- | ------ | ------ | -------------- |
| Résidences principales (en %)                           | 86,3   | 65,7   | 82,1           |
| Résidences secondaires et logements occasionnels (en %) | 4,3    | 24,6   | 9,7            |
| Logements vacants (en %)                                | 9,4    | 9,7    | 8,2            |

### Voies de communication et transports
La commune est desservie par le réseau Arc-en-ciel et la route départementale D 27 qui relie Saverdun à Caujac.

### Risques majeurs
Le territoire de la commune de Lissac est vulnérable à différents aléas naturels : inondations, climatiques (grand froid ou canicule), mouvements de terrains et séisme (sismicité faible). Il est également exposé à un risque technologique, le transport de matières dangereuses,.

#### Risques naturels

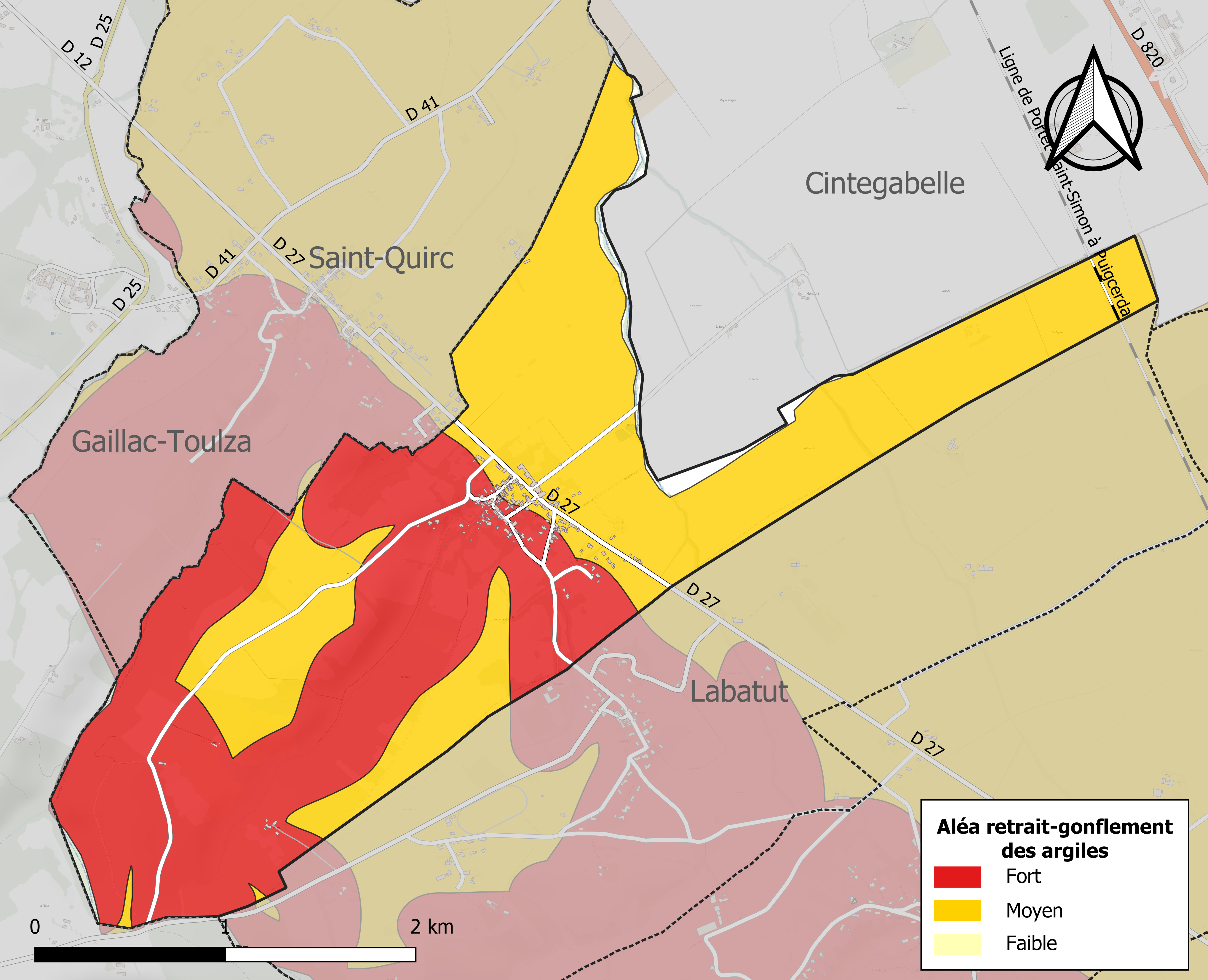
Zonage de l'aléa retrait-gonflement des argiles sur la commune de Lissac.

Certaines parties du territoire communal sont susceptibles d’être affectées par le risque d’inondation par débordement, crue torrentielle d'un cours d'eau, ou ruissellement d'un versant.
Les mouvements de terrains susceptibles de se produire sur la commune sont soit des glissements de terrains soit des mouvements liés au retrait-gonflement des argiles. Près de 50 % de la superficie du département est concernée par l'aléa retrait-gonflement des argiles, dont la commune de Lissac. L'inventaire national des cavités souterraines permet par ailleurs de localiser celles situées sur la commune.
Ces risques naturels sont pris en compte dans l'aménagement du territoire de la commune par le biais d'un plan de prévention des risques (PPR) inondation et mouvement de terrain approuvé le 15 juillet 2009.

#### Risques technologiques
Le risque de transport de matières dangereuses par une infrastructure routière ou ferroviaire ou par une canalisation de transport de gaz concerne la commune. Un accident se produisant sur une telle infrastructure est en effet susceptible d’avoir des effets graves au bâti ou aux personnes jusqu’à 350 m, selon la nature du matériau transporté. Des dispositions d’urbanisme peuvent être préconisées en conséquence.

## Histoire
Un acte daté de 943 cite le Liciagense en un territoire administré par l'église, voisin de l’Olmès et du pays de Foix. Le cartulaire de l'abbaye de Saint-Sernin mentionne le ministérium licianense, dont Lissac pourrait être le chef-lieu, comme une subdivision du pagus tolosanus, pays toulousain alors érigé en comté carolingien. Ceci confirme l’ancienneté du lieu qui sera contesté entre comté de Foix et comté de Toulouse.
Les routiers, qui occupaient le bourg de Cintegabelle, dévastent la contrée en 1438.
Le village est pillé par les Huguenots en juillet et août 1569.
En 1709, le scorbut tue soixante personnes en six mois à Lissac.
En 1950, le village compte un café, deux épiceries, un cordonnier, un électricien, un forgeron, trois maçons et un plâtrier.
Un remarquable travail sur l'histoire de la commune rédigé en 2007 par Alain Pessant mis à jour en 2008, 2012, 2016... est lisible en ligne.

## Politique et administration

### Découpage territorial
La commune de Lissac est membre de la communauté de communes des Portes d'Ariège Pyrénées, un établissement public de coopération intercommunale (EPCI) à fiscalité propre créé le 5 octobre 2016 dont le siège est à Pamiers. Ce dernier est par ailleurs membre d'autres groupements intercommunaux.
Sur le plan administratif, elle est rattachée à l'arrondissement de Pamiers, au département de l'Ariège, en tant que circonscription administrative de l'État, et à la région Occitanie.
Sur le plan électoral, elle dépend du canton des Portes d'Ariège pour l'élection des conseillers départementaux, depuis le redécoupage cantonal de 2014 entré en vigueur en 2015, et de la deuxième circonscription de l'Ariège  pour les élections législatives, depuis le redécoupage électoral de 1986.

### Administration municipale
Le nombre d'habitants au recensement de 2011 étant inférieur à 500 , le nombre de membres du conseil municipal pour l'élection de 2014 est de onze conseillers,.

### Liste des maires
| Période                                  | Période  | Identité              | Étiquette | Qualité |
| ---------------------------------------- | -------- | --------------------- | --------- | ------- |
| 1944                                     | 1952     | Georges Breil         |           |         |
| 1952                                     | 1955     | Emilien Gillet        |           |         |
| 1955                                     | 1983     | Abel Fauré            |           |         |
| 1983                                     | 2006     | Clément Castex        |           |         |
| 2006                                     | 2007     | Henri Adallac         |           |         |
| 2007                                     | 2014     | Rémi Gemignani        |           |         |
| 2014                                     | En cours | Monique Dupré-Godfrey | PS        |         |
| Les données manquantes sont à compléter. |          |                       |           |         |

## Population et société

### Démographie
L'évolution du nombre d'habitants est connue à travers les recensements de la population effectués dans la commune depuis 1793. Pour les communes de moins de 10 000 habitants, une enquête de recensement portant sur toute la population est réalisée tous les cinq ans, les populations de référence des années intermédiaires étant quant à elles estimées par interpolation ou extrapolation. Pour la commune, le premier recensement exhaustif entrant dans le cadre du nouveau dispositif a été réalisé en 2006.

En 2022, la commune comptait 240 habitants, en évolution de −2,04 % par rapport à 2016 (Ariège : +1,48 %, France hors Mayotte : +2,11 %).
| 1793 | 1800 | 1806 | 1821 | 1831 | 1836 | 1841 | 1846 | 1851 |
| ---- | ---- | ---- | ---- | ---- | ---- | ---- | ---- | ---- |
| 300  | 276  | 322  | 309  | 374  | 402  | 410  | 403  | 377  |

| 1856 | 1861 | 1866 | 1872 | 1876 | 1881 | 1886 | 1891 | 1896 |
| ---- | ---- | ---- | ---- | ---- | ---- | ---- | ---- | ---- |
| 353  | 368  | 333  | 345  | 333  | 316  | 286  | 270  | 288  |

| 1901 | 1906 | 1911 | 1921 | 1926 | 1931 | 1936 | 1946 | 1954 |
| ---- | ---- | ---- | ---- | ---- | ---- | ---- | ---- | ---- |
| 268  | 246  | 243  | 218  | 217  | 207  | 195  | 181  | 189  |

| 1962 | 1968 | 1975 | 1982 | 1990 | 1999 | 2006 | 2011 | 2016 |
| ---- | ---- | ---- | ---- | ---- | ---- | ---- | ---- | ---- |
| 214  | 187  | 199  | 136  | 164  | 176  | 202  | 208  | 245  |

| 2021 | 2022 | - | - | - | - | - | - | - |
| ---- | ---- | - | - | - | - | - | - | - |
| 245  | 240  | - | - | - | - | - | - | - |

| selon la population municipale des années : | 1968 | 1975 | 1982 | 1990 | 1999 | 2006 | 2009 | 2013 |
| Rang de la commune dans le département      | 98   | 125  | 148  | 153  | 144  | 130  | 135  | 133  |
| Nombre de communes du département           | 340  | 328  | 330  | 332  | 332  | 332  | 332  | 332  |

### Enseignement
Lissac fait partie de l'académie de Toulouse.
Lissac est membre du RPI (regroupement pédagogique intercommunal) des 4 villages suivants : Canté, Labatut, Lissac et Saint -Quirc. Ce regroupement est administré par un SIVE (syndicat intercommunal à vocation éducative). La présidence depuis 2020 en est assurée par Monique Dupré -Godfrey, maire de Lissac.
Lissac a une école, inaugurée en 2004.
L’ecole de Lissac comprend également une salle de garderie. La garderie du RPI se situe à Lissac, et est ouverte de 7:30 à 8:50 et de 16:30 à 18:30.

### Activités sportives
Pétanque, randonnée pédestre,

### Écologie et recyclage
La collecte et le traitement des déchets des ménagés et des déchets assimilés ainsi que la protection et la mise en valeur de l'environnement se font dans le cadre du SMECTOM du Plantaurel,.

## Économie

### Revenus
En 2018, la commune compte 89 ménages fiscaux, regroupant 217 personnes. La médiane du revenu disponible par unité de consommation est de 21 480 € (19 820 € dans le département).

### Emploi
| Division       | 2008  | 2013   | 2018   |
| -------------- | ----- | ------ | ------ |
| Commune        | 5,3 % | 8,2 %  | 13,1 % |
| Département    | 8,9 % | 11,1 % | 11,2 % |
| France entière | 8,3 % | 10 %   | 10 %   |

En 2018, la population âgée de 15 à 64 ans s'élève à 148 personnes, parmi lesquelles on compte 80,7 % d'actifs (67,6 % ayant un emploi et 13,1 % de chômeurs) et 19,3 % d'inactifs,. En  2018, le taux de chômage communal (au sens du recensement) des 15-64 ans est supérieur à celui du département et de la France, alors qu'en 2008 la situation était inverse.
La commune fait partie de la couronne de l'aire d'attraction de Toulouse, du fait qu'au moins 15 % des actifs travaillent dans le pôle,. Elle compte 15 emplois en 2018, contre 20 en 2013 et 21 en 2008. Le nombre d'actifs ayant un emploi résidant dans la commune est de 101, soit un indicateur de concentration d'emploi de 15,1 % et un taux d'activité parmi les 15 ans ou plus de 63,4 %.
Sur ces 101 actifs de 15 ans ou plus ayant un emploi, 14 travaillent dans la commune, soit 14 % des habitants. Pour se rendre au travail, 89,9 % des habitants utilisent un véhicule personnel ou de fonction à quatre roues, 5,1 % les transports en commun, 4 % s'y rendent en deux-roues, à vélo ou à pied et 1 % n'ont pas besoin de transport (travail au domicile).

### Activités hors agriculture
5 établissements sont implantés  à Lissac au 31 décembre 2019.
Le secteur de la construction est prépondérant sur la commune puisqu'il représente 80 % du nombre total d'établissements de la commune (4 sur les 5 entreprises implantées  à Lissac), contre 14,2 % au niveau départemental.

### Agriculture
|                                   | 1988 | 2000 | 2010 |
| --------------------------------- | ---- | ---- | ---- |
| Exploitations                     | 9    | 6    | 4    |
| Superficie agricole utilisée (ha) | 243  | 289  | 91   |

La commune fait partie de la petite région agricole dénommée « Plaine de l'Ariège ». En 2010, l'orientation technico-économique de l'agriculture  sur la commune est la production de céréales et oléoprotéagineux. Quatre exploitations agricoles ayant leur siège dans la commune sont dénombrées lors du recensement agricole de 2010 (neuf en 1988). La superficie agricole utilisée est de 91 ha.

## Culture locale et patrimoine

### Lieux et bâtiments
- L'église Saint-Jean, construite sur les vestiges d'une chapelle du XIe siècle, dont la façade a été entièrement construite en briques rouges. Elle est rénovée et agrandie de 1830 à 1880.
- Le château du XVIIe siècle.
- Le château médiéval, construit sur la colline, dont il ne reste aucun vestige.

### Personnalités liées à la commune
- Jean-Jacques Sol, négociant à Saverdun, député puis maire de Lissac, élu le 17 novembre 1833, conseiller général du canton de Saverdun .

## Pour approfondir